# Bloch MB.200
El Bloch MB.200 fue un bombardero medio bimotor francés de los años 1930 construido por la Société des Avions Marcel Bloch. Fueron construidos más de 200 MB.200 para la Fuerza Aérea francesa, y debido a su éxito inicial también fabricado por Checoslovaquia bajo licencia. No obstante, pronto quedó obsoleto, y en buena medida fue retirado del servicio activo al comienzo de la Segunda Guerra Mundial.

## Diseño y desarrollo
El Bloch MB.200 fue diseñado en respuesta a un requisito de 1932 para un nuevo bombardero diurno/nocturno de la Fuerza aérea francesa. El primero de los tres prototipos hizo su vuelo inaugural el 26 de junio de 1933. Como uno de los diseños ganadores del concurso (el otro fue el aún más grande Farman F.221), el 1 de enero de 1934 se ordenó la producción de 30 primeros aparatos, entrando en servicio ese mismo año. Posteriormente se ordenó la construcción de más aparatos y para finales de 1935 los MB.200 se encontraban en servicio en más de 12 escuadrones. La producción en Francia alcanzó más de 208 aviones (4 fabricados por Bloch, 19 por Breguet, 19 por Loire, 45 por Hanriot, 10 por SNCASO y 111 por Potez).

## Historia operacional

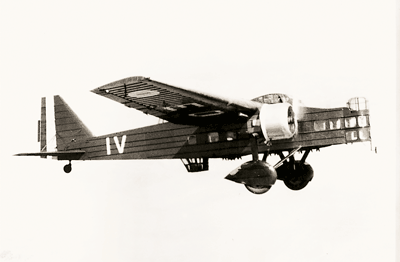
Aero MB.200 francés (1937).

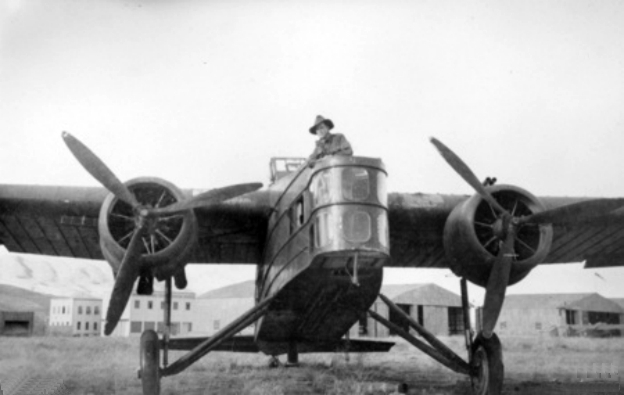
Un MB.200 capturado por los australianos en Siria (1941).

Checoslovaquia escogió el MB.200 como parte de su programa para modernizar su Fuerza aérea a mediados de los años 1930. A pesar del alto número de aviones solicitados, que quedaron rápidamente anticuados, los checoslovacos se encontraron con un importante problema, dado que su industria aeronáutica checoslovaca no tenía suficiente capacidad ni experiencia para fabricar este tipo de aviones. Después de algunos retrasos, en 1937 las fábricas Aero y Avia comenzaron a producir los MB.200 bajo licencia, con un total de 124 aparatos construidos. Los MB.200 checoslovacos eran básicamente similares a sus homólogos franceses, aunque tenía diferencias en armamento defensivo y otros equipos.
Tras la ocupación alemana de Checoslovaquia los MB.200 pasaron a estar bajo control de la Luftwaffe, incluyendo aquellos aviones que todavía estaban en la línea de producción. Si bien siguieron prestando servicio con la Luftwaffe, doce bombarderos fueron entregados a Bulgaria, que los utilizó como entrenadores. La pequeña Fuerza Aérea del Estado Eslovaco también recibió algunos aparatos.
Las Fuerzas Aéreas de la República Española recibieron al menos un aparato, llegando a operar durante la guerra civil española.
En mayo de 1940, al comienzo de la invasión alemana de Francia, los Bloch todavía continuaban operativos con el Ejército del Aire francés. Debido a su vetustez, tuvieron que ser retirados rápidamente del frente debido a las fuertes pérdidas que sufrieron a manos de los cazas alemanes. Tras la rendición francesa, los MB.200 continuaron en servicio con la Francia de Vichy. El gobierno de Vichy desplegó un escuadrón de MB.200 contra los británicos durante la invasión de Siria-Líbano en 1941, llevando a cabo una única misión de bombardeo diurno contra el tráfico naval británico.

## Usuarios
Alemania nazi
- ' Luftwaffe

 Bulgaria
- Fuerza Aérea Búlgara[3]

 Checoslovaquia
- Fuerza Aérea Checoslovaca

 Estado Eslovaco
- Fuerza Aérea Eslovaca

 Francia
- Armée de l'air

 República Española
- Fuerzas Aéreas de la República Española

## Especificaciones técnicas

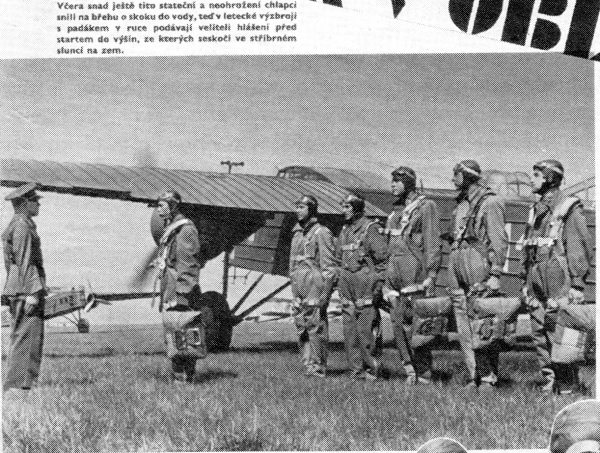
Tripulación de un MB.200 checoslovaco, hacia 1938.

### Características generales
- Tripulación: 4
- Longitud: 16 m (52,5 ft)
- Envergadura: 22,5 m (73,7 ft)
- Altura: 3,9 m (12,8 ft)
- Superficie alar: 62,5 m² (672,8 ft²)
- Peso vacío: 4300 kg (9477,2 lb)
- Peso máximo al despegue: 7480 kg (16 485,9 lb)
- Planta motriz: 2× Gnome-Rhône 14Kirs, radiales de 14 cilindros en doble fila.
  - Potencia: cada uno.

### Rendimiento
- Velocidad máxima operativa (Vno): 285 km/h (177 MPH; 154 kt)
- Alcance: 1000 km (540 nmi; 621 mi)
- Radio de acción: km
- Alcance en combate: km
- Alcance en ferry: km
- Techo de vuelo: 8000 m (26 247 ft)

### Armamento
- Ametralladoras: 3× MAC 1934 de 7,5 mm
- Bombas: 1.200 kg